# Hlen

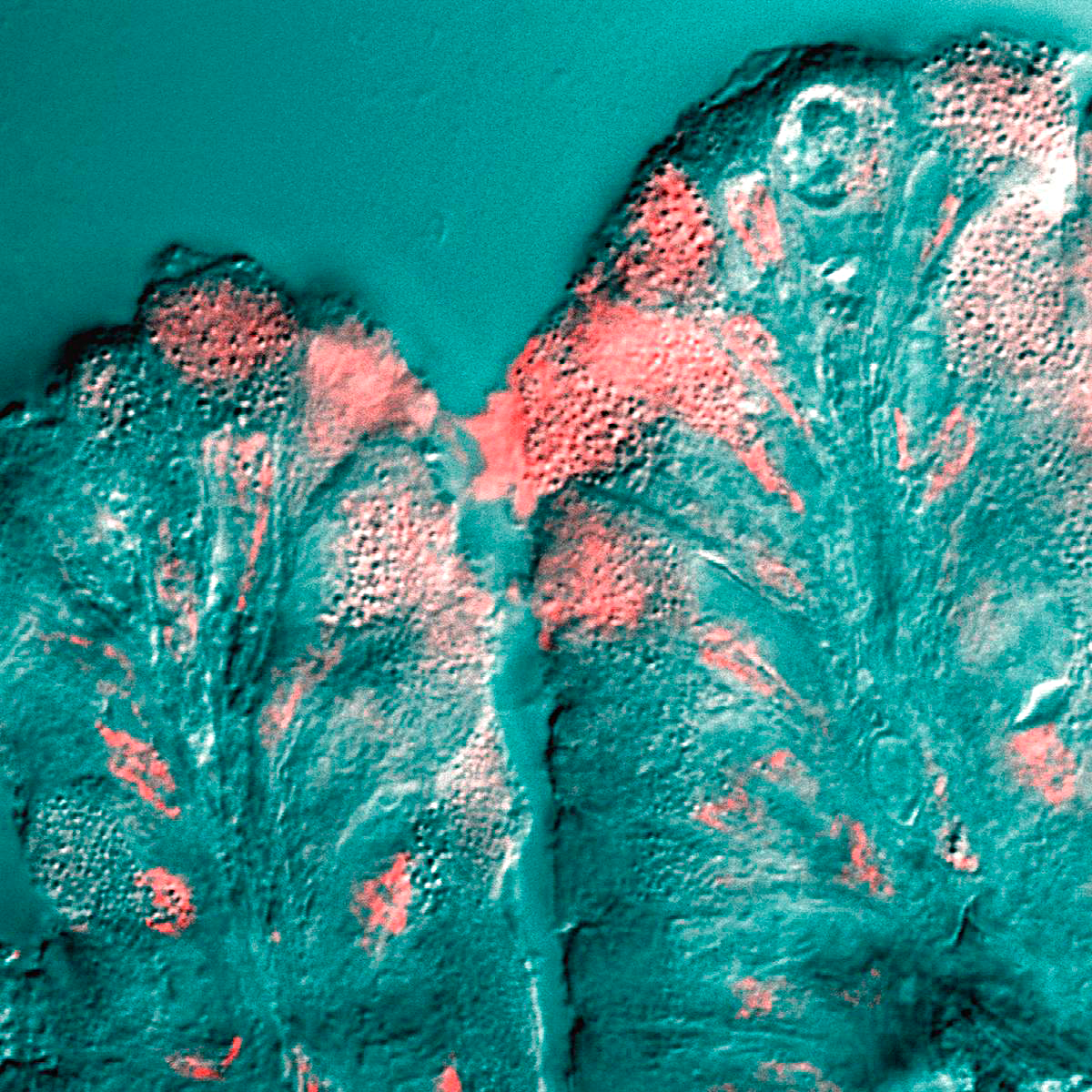
Buňky mukózní membrány, která vylučuje hlen

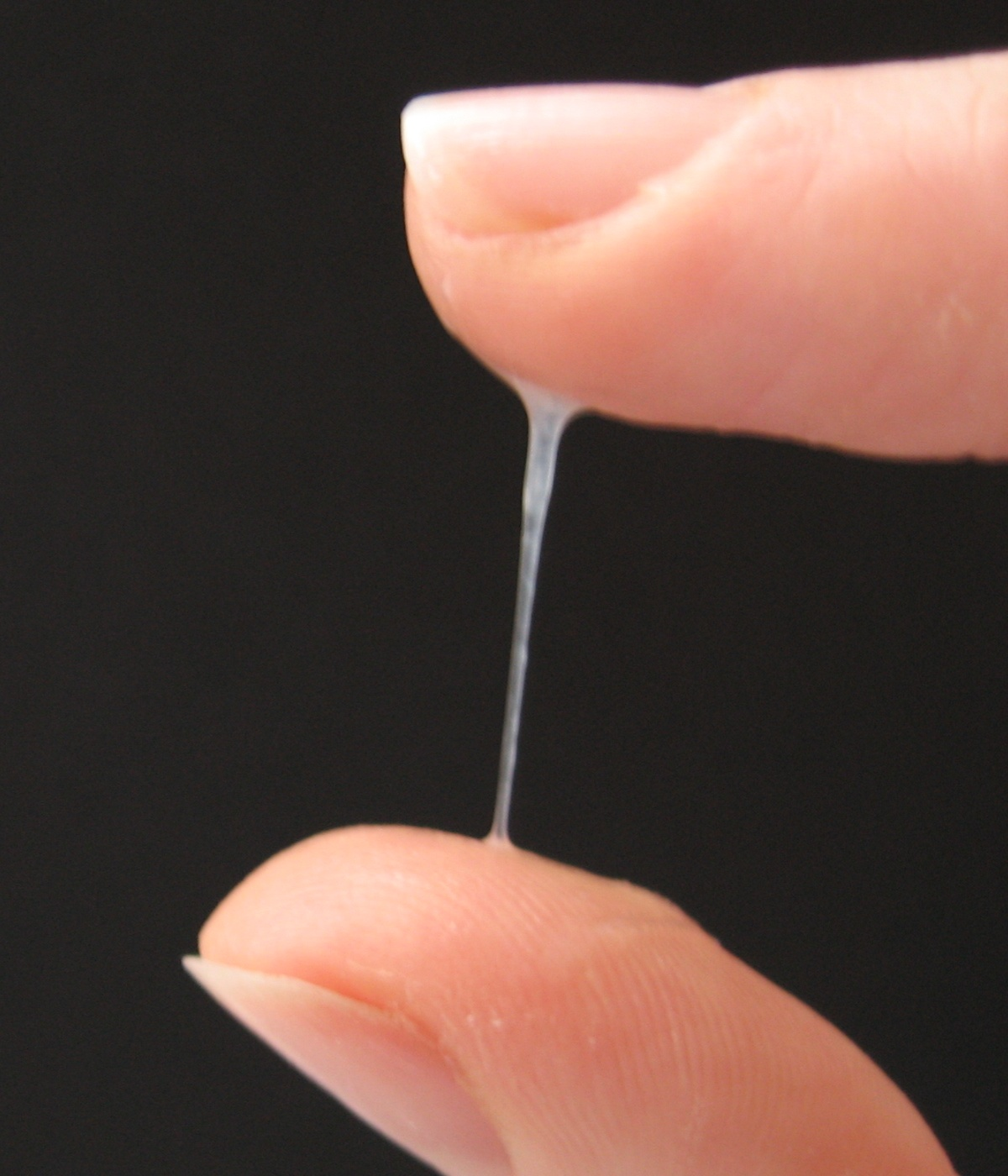
Hlen na prstech

Hlen (mukus, též sliz) je hustá tělní tekutina vylučovaná sliznicemi (tzv. mukózní membránou). Jeho funkcí je zvlhčovat a chránit určité partie těla, jako je trávicí, dýchací a rozmnožovací soustava.

## Funkce
Hlen usnadňuje polykání, zvlhčuje potravu, chrání tělo před žaludečními kyselinami a brání trávicím enzymům, aby stravovaly stěnu trávicí trubice. V dýchací soustavě hraje hlen významnou roli při zvlhčování přicházejícího vzduchu a zachycuje v ní také drobné cizorodé částice, které jsou následně díky řasinkovému epitelu vynášeny ven. Rovněž usnadňuje pohlavní styk.

## Složení
Hlen je po chemické stránce koloidní směs, která obsahuje mucin, anorganické soli a dále v malém množství imunoglobuliny a antiseptické enzymy (např. lyzozym).